# Longtail

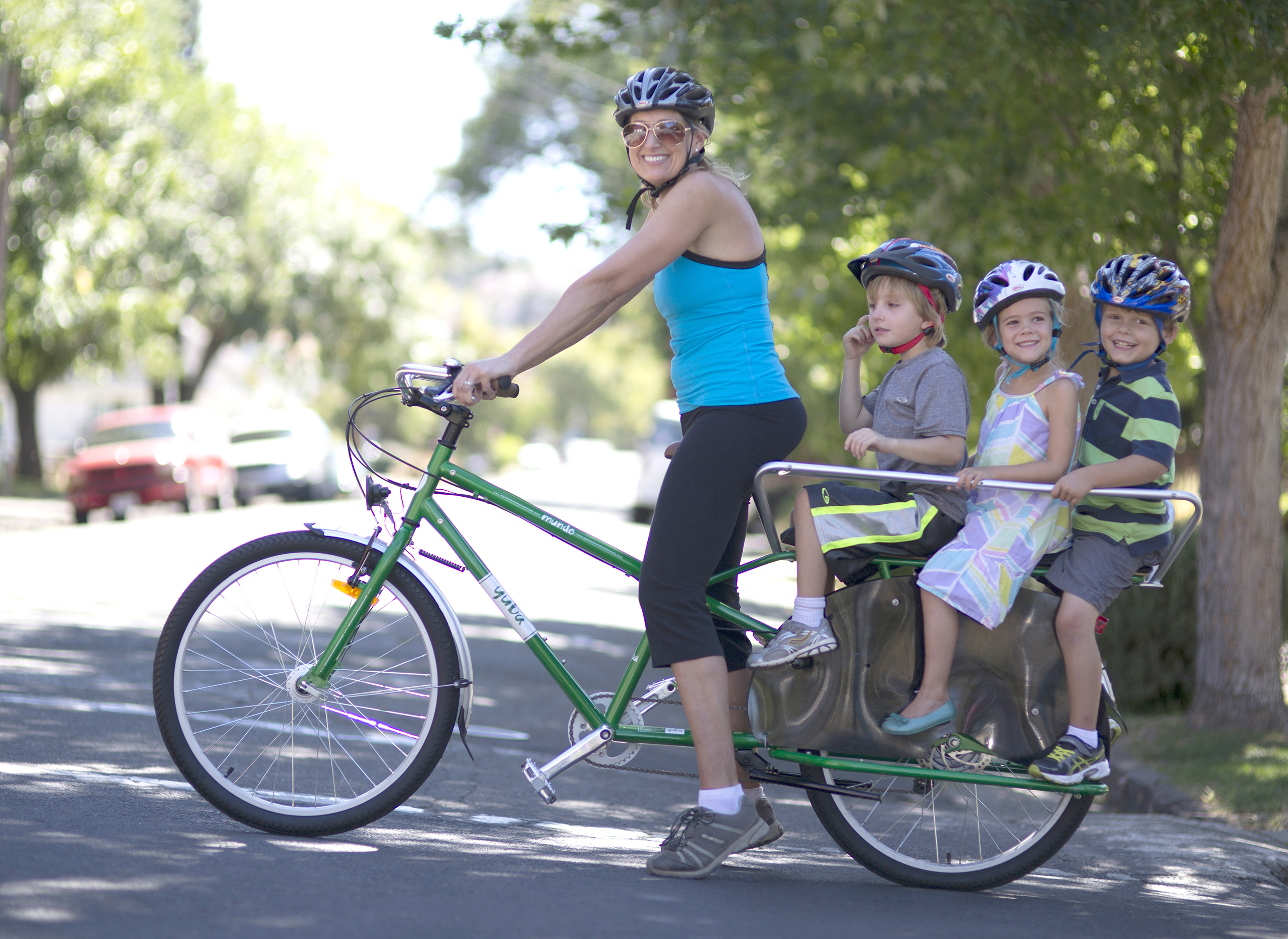
Un longtail transportant trois enfants.

Un longtail, ou vélo allongé, est un vélo cargo à deux roues, généralement à assistance électrique, allongé afin de transporter des marchandises ou des enfants à l'arrière. Bien que supportant habituellement une charge de transport totale allant de 170 à 250 kg, il s'agit du type de vélo cargo dont la conduite et l'encombrement se rapprochent le plus de ceux du vélo classique.

## Caractéristiques
Les vélos cargos longtail permettent le chargement d'enfants ou de marchandises grâce à une partie arrière allongée. Ils ressemblent davantage à des vélos classiques que les autres vélos cargos et sont moins encombrants. L'utilisation de grandes sacoches permet d'atteindre des charges utiles relativement importantes, mais le centre de gravité est alors un peu plus haut, ce qui altère quelque peu leur stabilité par rapport aux biporteurs classiques.
Il s'agit en général de vélos très robustes, équipés d'une béquille et d'une banquette pour asseoir plusieurs enfants. La largeur de la caisse ne dépasse pas celle du guidon, ce qui permet de passer partout où passe un vélo traditionnel.

## Développement
En France, les ventes augmentent fortement[Combien ?] à la fin des années 2010,.

## Galerie

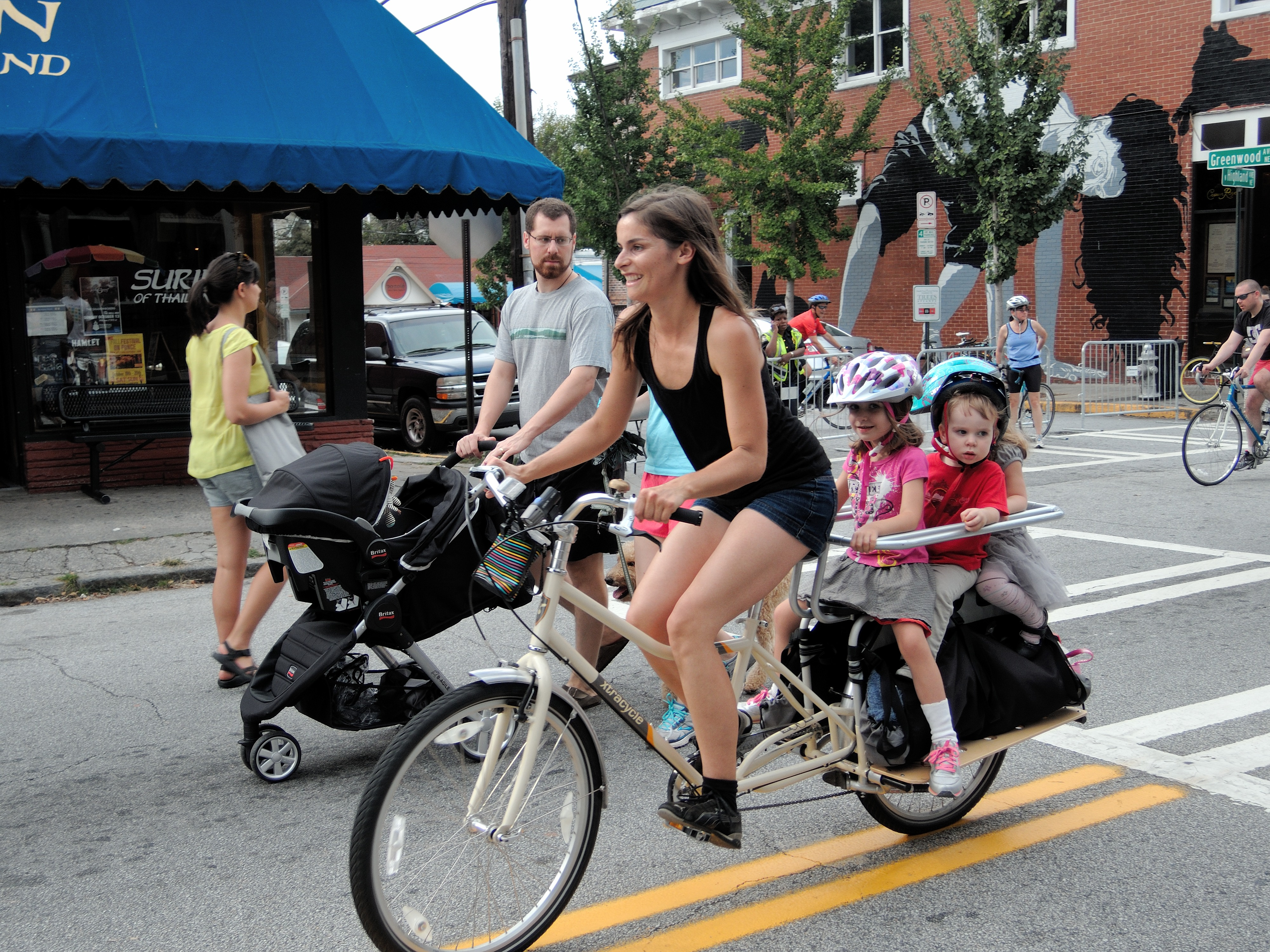
Cycliste transportant des enfants sur un longtail à Atlanta.
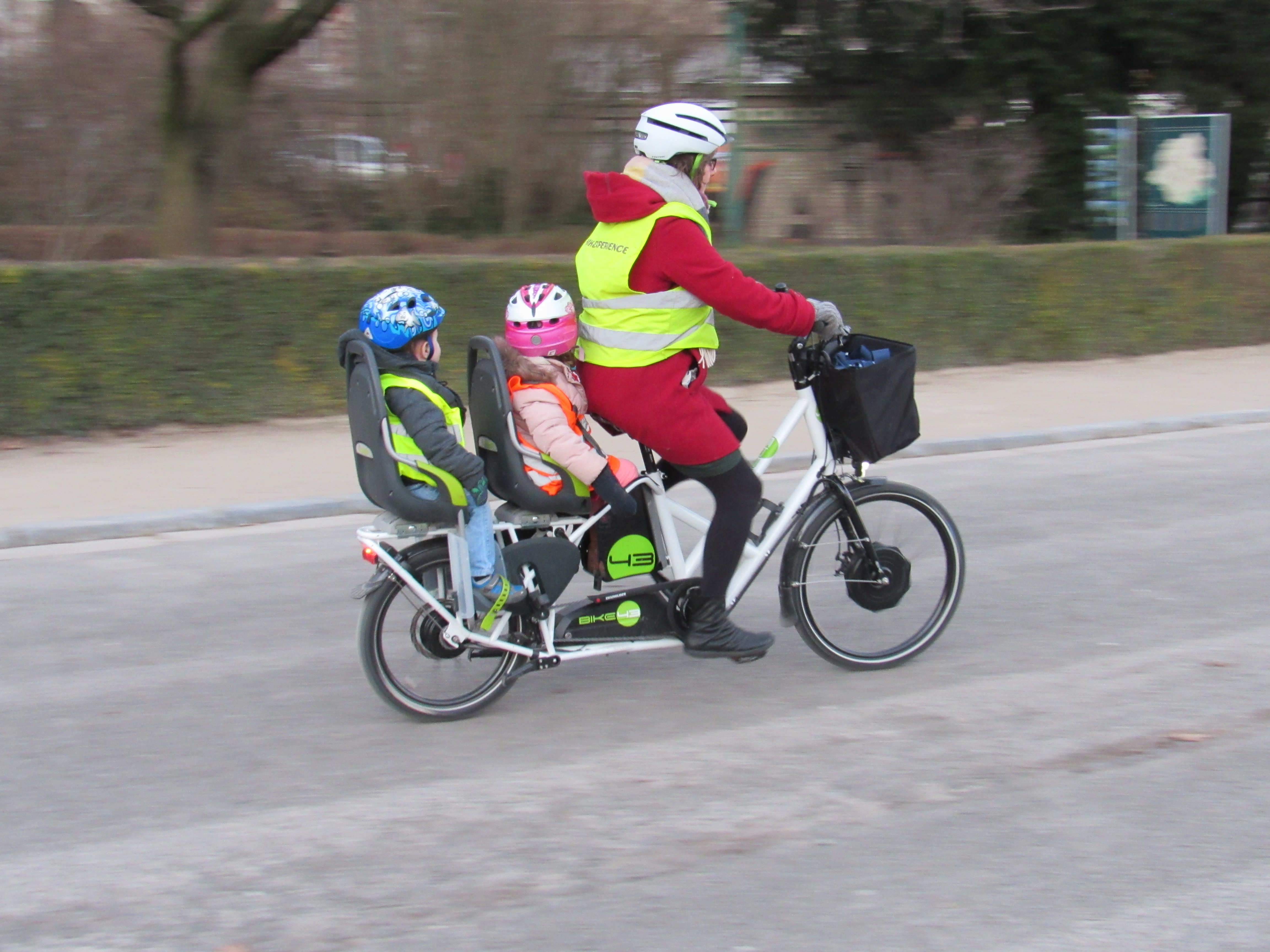
Un longtail transportant deux enfants.
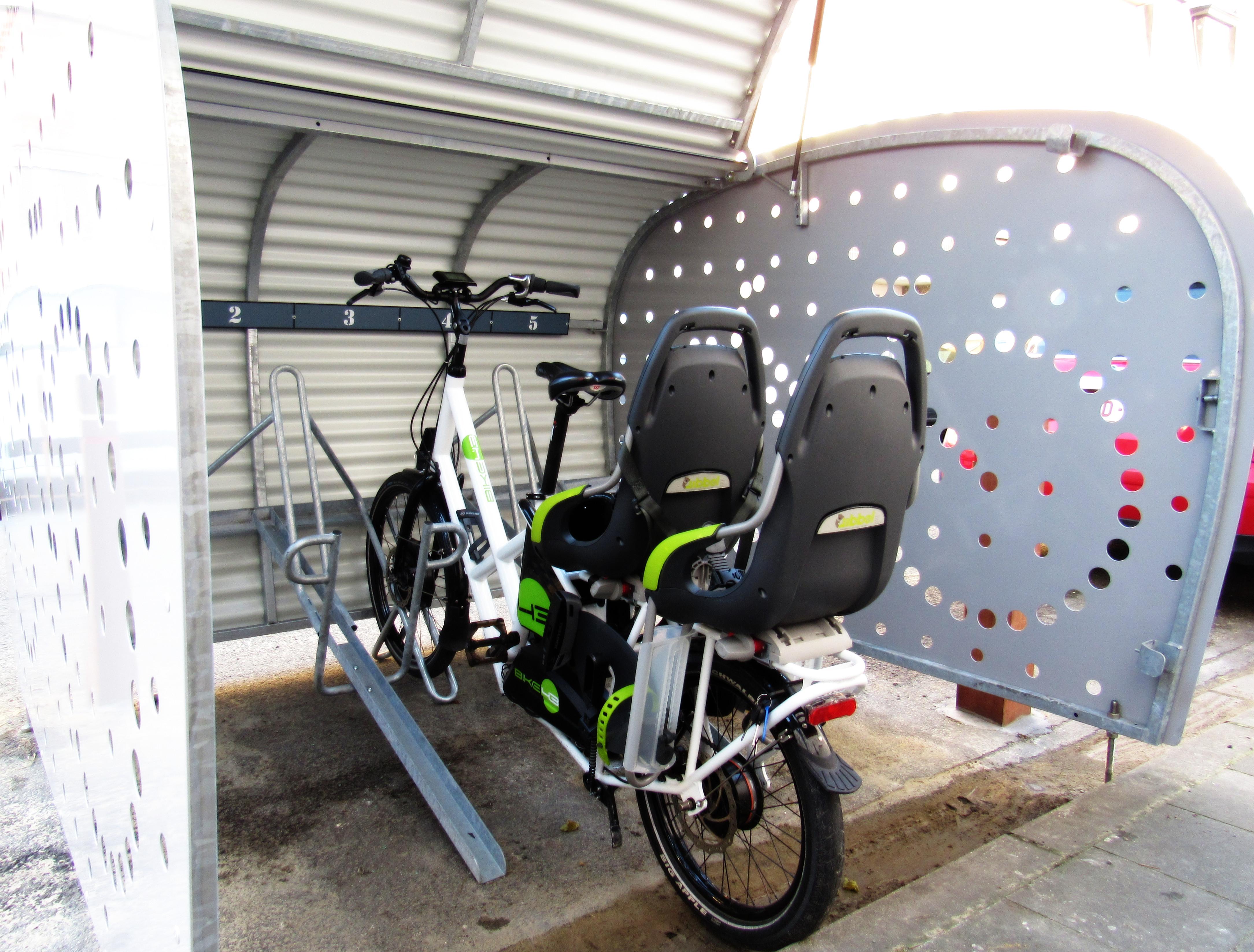
Le même longtail dans un garage à vélos.
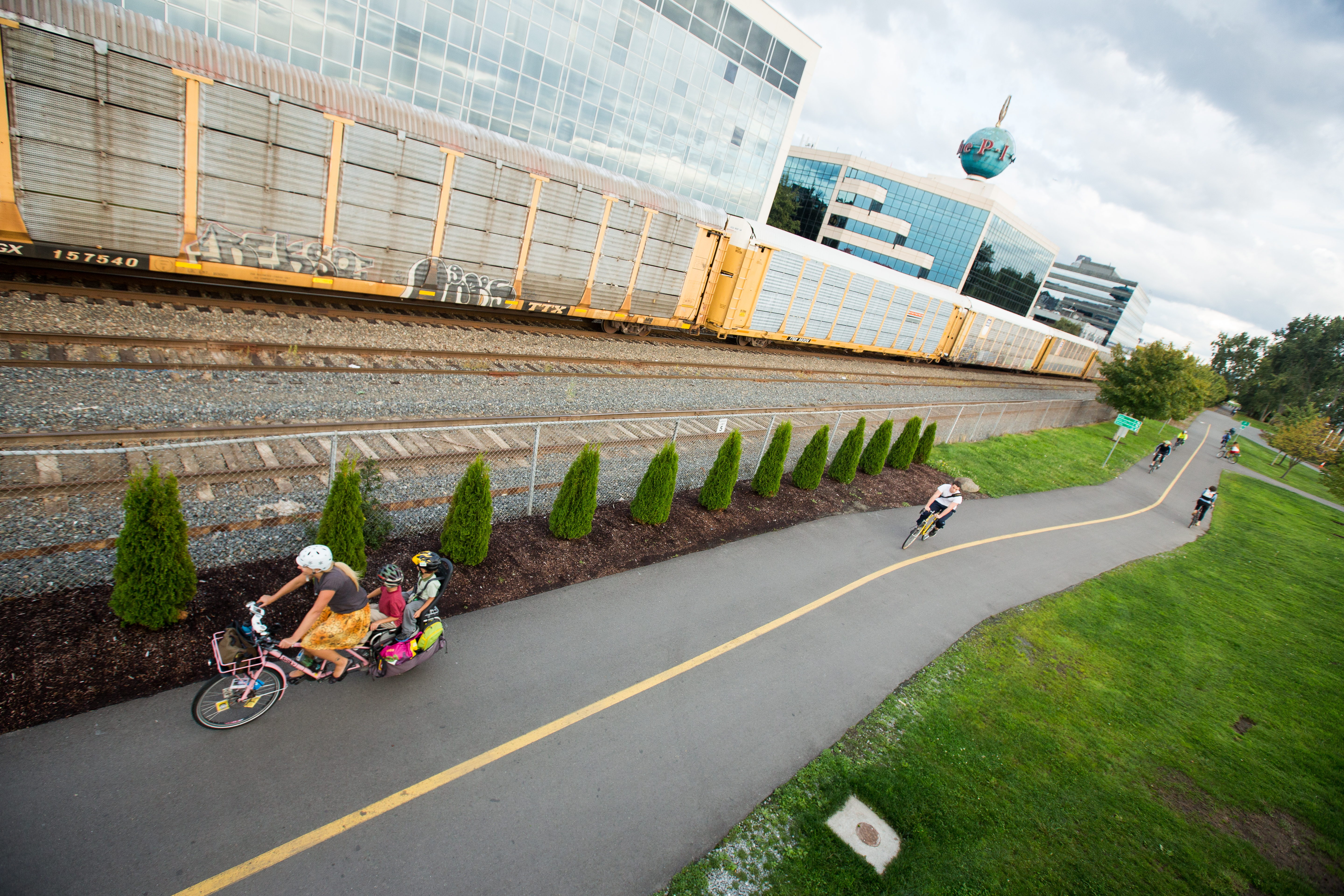
Un longtail transportant des enfants et des bagages sur une voie verte de Seattle.
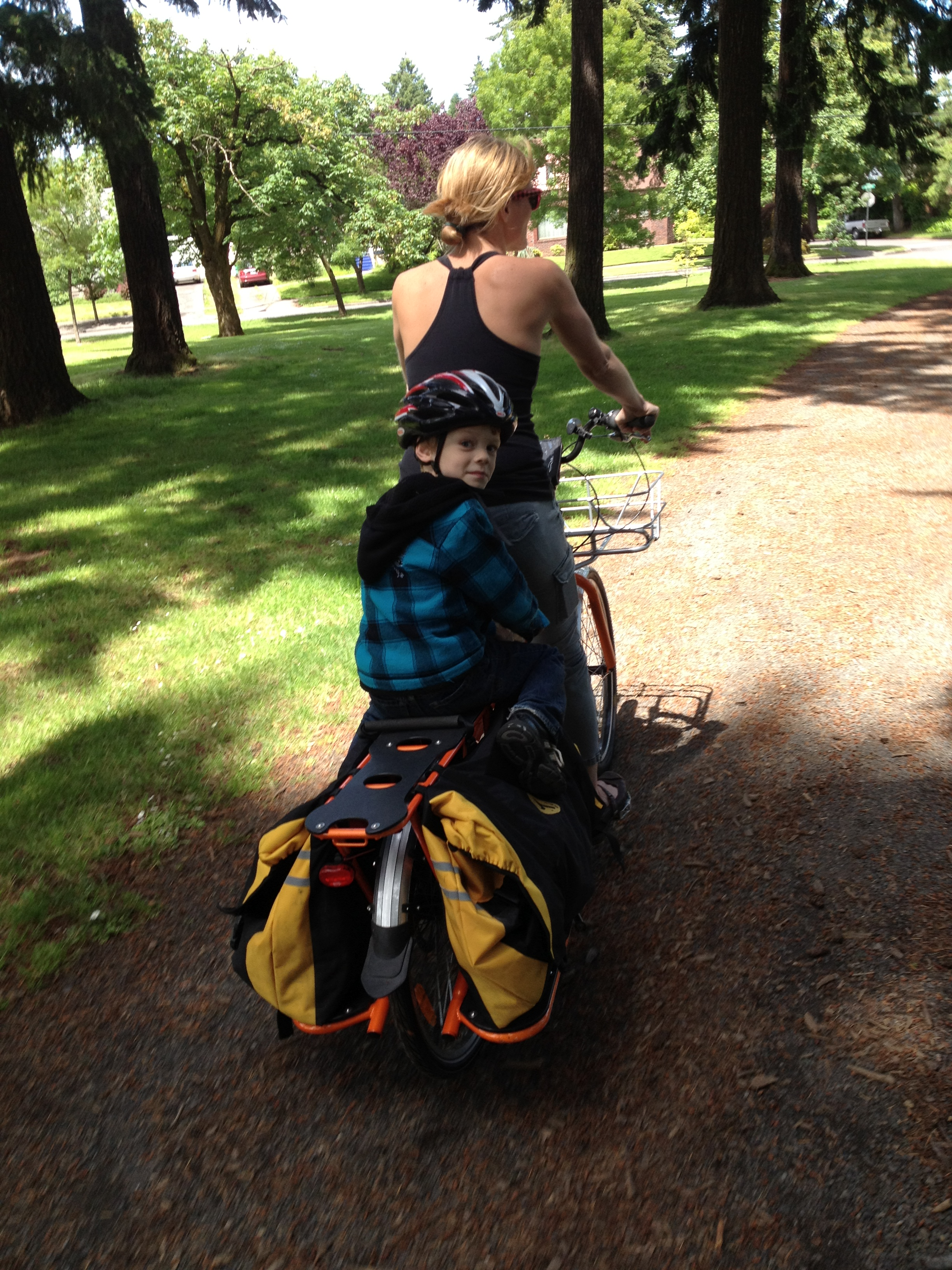
Un longtail transportant un enfant et des bagages.